# Walter Methlagl

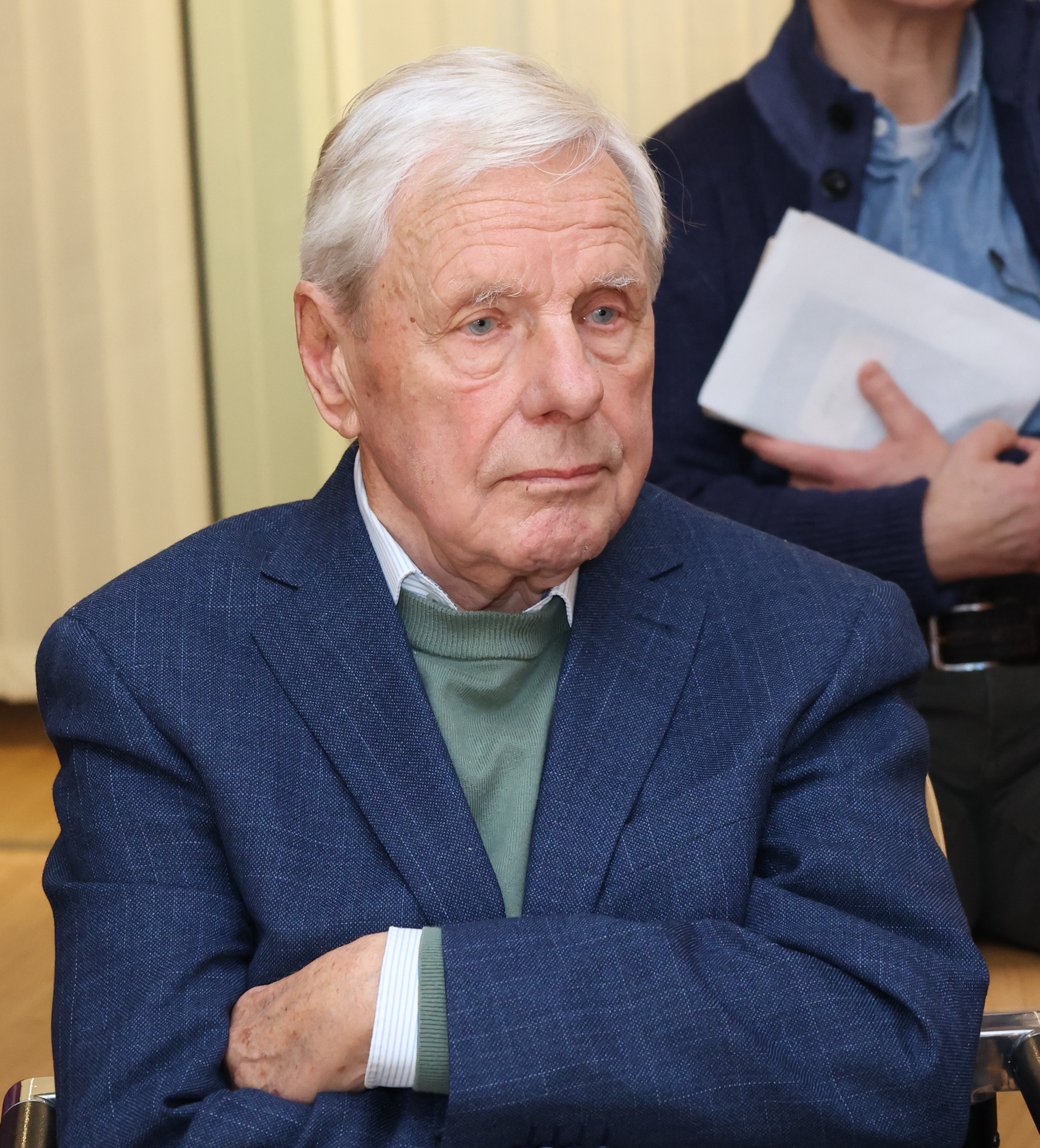
Der österreichische Germanist und ehemalige Leiter des Brenner-Archivs, Walter Methlagl (2024)

Walter Methlagl (* 20. März 1937 in Feldkirch) ist ein österreichischer Germanist.

## Leben
Walter Methlagl studierte Philosophie und Germanistik an der Universität Innsbruck. Von 1960/61 war er Lektor für Deutsch an der University of Durham. Er leitete von 1964 bis 2001 das Forschungsinstitut Brenner-Archiv an der Universität Innsbruck.
Seit 1958 ist er Mitglied der katholischen Studentenverbindung KÖHV Leopoldina Innsbruck.

## Auszeichnungen
- 1969 Joseph-E.-Drexel-Preis
- 1990 Franz-Michael-Felder-Medaille für Verdienste um die Literatur Vorarlbergs[1]
- 1997 Verdienstkreuz des Landes Tirol
- 1998 Ehrenzeichen der Stadt Hall in Tirol
- 2001 Würdigungspreis des Landes Tirol für Literatur
- 2005 Ehrenpreis des Vorarlberger Buchhandels
- 2007 Ehrenbürger der Universität Innsbruck[2]

## Publikationen
- Franz Michael Felder – Kaspar Moosbrugger. Briefwechsel. Sämtliche Werke, Band 7. Lingenhöle, Bregenz 1975.
- Die Entstehung von Franz Michael Felders Roman "Reich und arm". Ein "Erwartungshorizont". Habil, Universität Innsbruck, Innsbruck 1977.
- Franz Michael Felder und Kaspar Moosbrugger im Kampf der politischen Parteien Vorarlbergs. 1864-1868. Fink, Bregenz 1978.
- (Hrsg.): Untersuchungen zum "Brenner". Festschrift für Ignaz Zangerle zum 75. Geburtstag. Müller, Salzburg 1981, ISBN 3-7013-0629-X.
- mit William E. Yuill (Hrsg.): Londoner Trakl-Symposion. Zu Georg Trakl, Trakl-Studien, Band 10. Müller, Salzburg 1981, ISBN 3-7013-0605-2.
- Franz Michael Felder. Briefwechsel 1856–1869. Teil 1 Sämtliche Werke Band 10, Lingenhöle, Bregenz 1981.
- Der Traum des Bauern Franz Michael Felder. Fink, Bregenz 1984, ISBN 3-900438-10-2.
- mit Wilhelm Meusburger: Franz Michael Felder. Briefwechsel 1856–1869. Teil 2. Sämtliche Werke, Band 11. Lingenhöle, Bregenz 1981.
- Max Prantl. 1912–1957. Aus dunklen Talen. Märchen, Mythen und Bilder. Haymon, Innsbruck 1990, ISBN 3-85218-064-3.
- mit Eberhard Sauermann: Georg Trakl. 1887–1914. Katalog der gleichnamigen Ausstellung, Brenner-Archiv, Innsbruck 1995.
- mit Hans Weichselbaum (Hrsg.): Deutungsmuster. Salzburger Treffen der Trakl-Forscher 1995. Trakl-Studien, Band 19. Otto Müller Verlag, Salzburg 1996, ISBN 3-7013-0937-X.
- Bodenproben. Kulturgeschichtliche Reflexionen. Aufsatzsammlung, Brenner-Archiv, Haymon, Innsbruck 2002, ISBN 3-85218-393-6.
- Erich Lechleitner. 1879–1959. Haymon, Innsbruck 2003, ISBN 3-85218-438-X.